# Голяма-Брестница
Голяма-Брестница (болг. Голяма Брестница) — село в Болгарии. Находится в Ловечской области, входит в общину Ябланица. Население составляет 175 человек.

## Политическая ситуация
Голяма-Брестница подчиняется непосредственно общине и не имеет своего кмета.
Кмет (мэр) общины Ябланица — Иван Райков Цаков (независимый) по результатам выборов.